# Louis Aickelin
Johann Ludwig Aickelin, bekannt als Louis Aickelin (* 1810; † 1884) war ein württembergischer Skribent und Kopist in Reutlingen. In den Jahren 1854 bis 1856 war er als Fotograf in Tübingen tätig. 1856 kehrte als Fotograf nach Reutlingen zurück.

## Leben

### Aickelin in Tübingen
Der Reutlinger Zinngießer, Skribent und Kopist Aickelin war hochverschuldet, als er 1854 nach Tübingen wechselte. Hier eröffnete er ein Fotoatelier. Es ist nicht bekannt, woher er fotografische Kenntnisse besaß. Am Anfang seines Aufenthaltes versuchten die Gläubiger aus Reutlingen mehrfach erfolglos seine Schulden einzutreiben. Das Tübinger Gemeinderat hat ihm in den Jahren 1854 und 1855 mehrmals komplette Mittellosigkeit bescheinigt. Allem Anschein nach war Aickelin nach anfänglichen Schwierigkeiten erfolgreich in Tübingen und konnte seine Schulden begleichen. Als er 1856 eine Konzession für die weitere Ausübung des Fotografenberufs beim Königlichen Oberamt beantragte, stellte ihm das Gemeinderat ein gutes Zeugnis aus. „Es sei seit seinem Hierwohnen nichts Nachteiliges von ihm bekannt […], er verstehe sein Geschäft.“
In seiner Arbeit konzentrierte sich Aickelin auf die Universität. Er machte Porträtfotos von Tübinger Studenten und Gruppenfotos der Burschenschaften. Es sind auch einige Ansichten von Tübingen von ihm erhalten, die hauptsächlich im Umfeld der Universität entstanden, was umso erstaunlicher ist, dass die damaligen Bestimmungen den Fotografen den Handel mit vorgefertigten Bildern nicht erlaubten und ihn den Buchhändlern überließen. Bei seinen Gruppenfotos fällt es auf, dass sie im Gegensatz zu der von der Lithographie angefangenen und durch die Daguerreotypie Carl Reutlingers fortgeführten Tradition viel lockerer und intimer inszeniert wurden. Auch seine Stadtansichten unterscheiden sich von den bis dahin gemachten, dadurch dass er statt Gesamtansichten Teilansichten bevorzugte.
Ob die starke Konkurrenz unter den Fotografen in Tübingen zu diesem Zeitpunkt oder andere Gründe ihn dazu veranlassten, Tübingen wieder zu verlassen und nach Reutlingen zurückzukehren, ist nicht bekannt. Dazu beigetragen haben Fälle, dass Aickelin Honorar für gemachte Fotos beim Gericht einklagen musste, doch sie waren mit Sicherheit nicht ausschlaggebend.

## Bekannte Arbeiten
- 1855 Porträt eines unbekannten Mitglieds der Burschenschaft „Germania“ (Archiv Burschenschaft Germania, 120 × 95 mm)[6]
- 1855 Die Burschenschaft „Germania“ vor der Eifertei neben Uhlands Wohnhaus in der Gartenstraße (Archiv Burschenschaft Germania, 100 × 130 mm). Dadurch, dass die Sockelpartie des Uhland-Hauses einen geraumen Platz in der linken Bildhälfte einnimmt, wird der Dichter als Tübinger Berühmtheit und Ehrenmitglied der Burschenschaft in das Arrangement einbezogen.[4]
- um 1855 Im Garten der Eifertei (Universitätsarchiv Tübingen 214/322)
- um 1855 Die Neckarbrücke und die Neckarfront (Universitätsarchiv Tübingen 214/379)

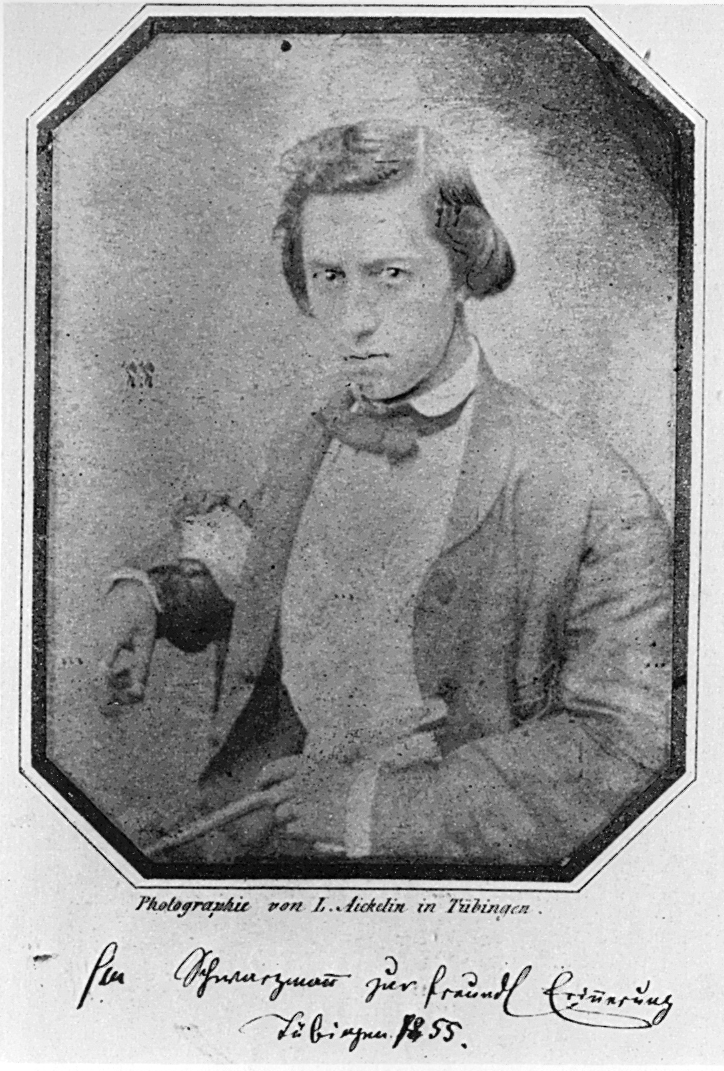
Porträt eines unbekannten Mitglieds der „Germania“
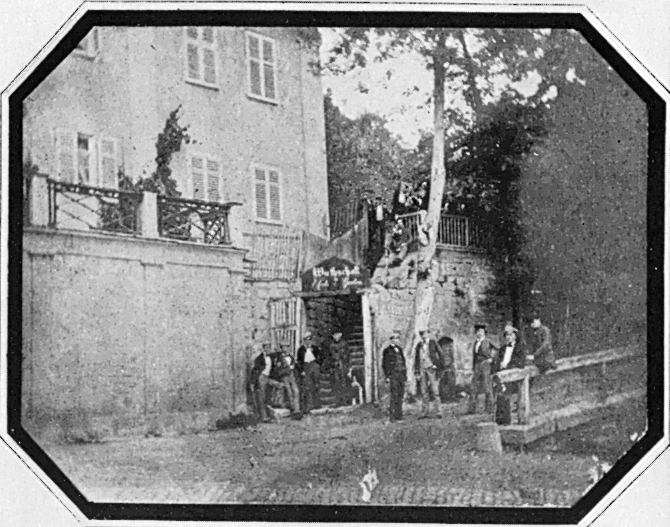
Die Burschenschaft „Germania“ vor der Eifertei
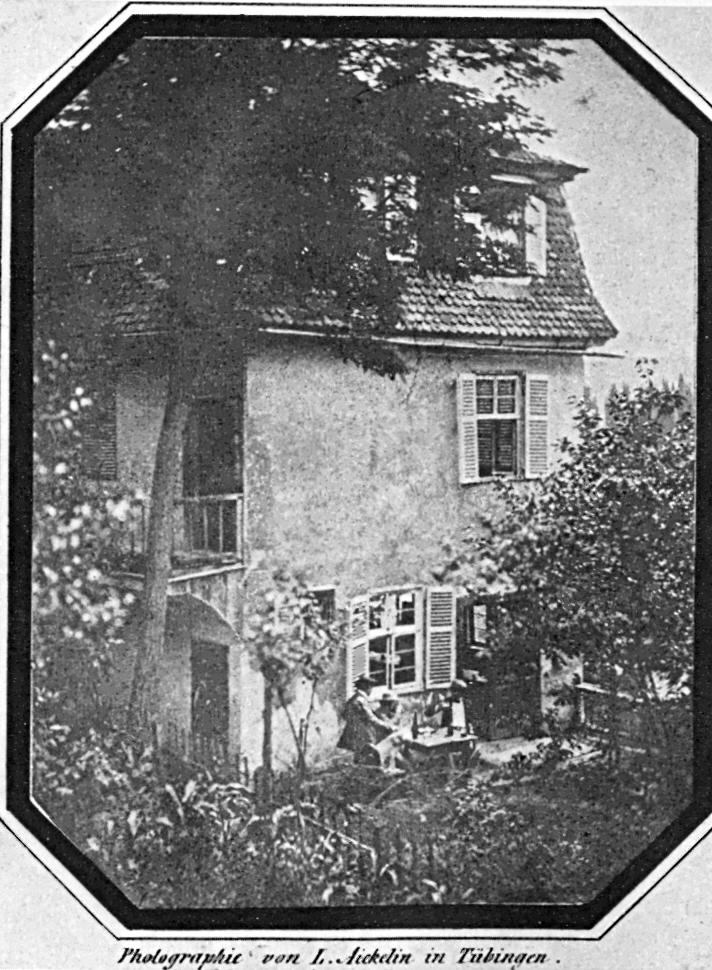
Im Garten der Eifertei
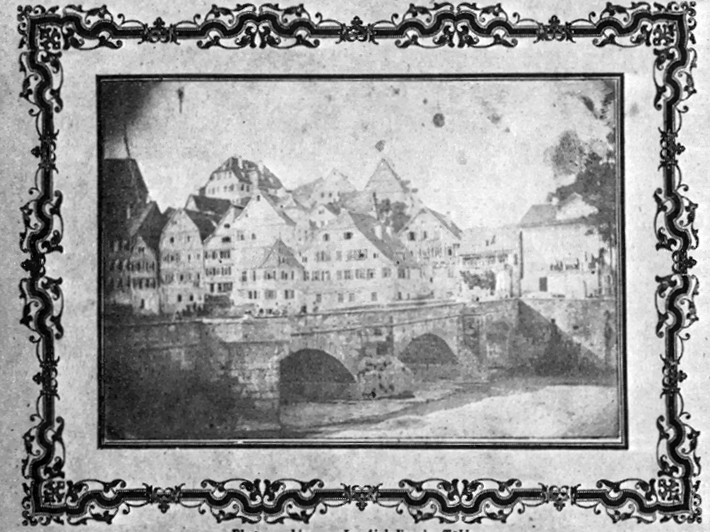
Die Neckarbrücke und die Neckarfront